# Chrysopophthorus americanus
Chrysopophthorus americanus är en stekelart som beskrevs av Mason 1964. Chrysopophthorus americanus ingår i släktet Chrysopophthorus och familjen bracksteklar. Inga underarter finns listade i Catalogue of Life.